# Роберт Мюллер (дипломат)
Роберт Мюллер (нім. Robert Müller, Грац) — австрійський дипломат. Надзвичайний і Повноважний Посол Австрії в Україні (з 2025).

## Життєпис
У 1993 році отримав магістра філософії, у 1995 році доктора філософії з історії Грацького університету імені Карла і Франца. У 1997 році закінчив Дипломатичну академію у місті Відень, дипломний курс міжнародні відносини. Володіє німецькою, англійською, французькою, іспанською, російською мовами.
З 1988 року на викладацькій та науковій роботі: Співробітник та викладач Amnesty International та Австрійської інформаційної служби з питань політики розвитку (1988—1991); Асистент з іноземних мов у Вігані, Велика Британія (1991—1992); Керівник міждисциплінарного дослідницького проекту на тему «Час у Граці» (1993); Проходив альтернативну службу в геріатричній лікарні м. Грац (1994); Наукове стажування в Бредфордському університеті та співпраця в Науково-дослідному інституті європейських досліджень у Бредфорді, Велика Британія (1995).
З 1997 року на дипломатичній роботі в Федеральному міністерстві європейських та міжнародних справ Австрії (BMEIA): Експерт в Азійсько-Тихоокеанському департаменті (1997—1999); Аташе в Представництві Австрії при ООН в Нью-Йорку (1999); Референт у Департаменті міжнародних конференцій (2000—2001); Референт Департаменту РФ, Східної Європи, Південного Кавказу та Центральної Азії (2001); 1-й секретар/радник у Представництві Австрії при ООН в Нью-Йорку (2001—2004); Посланник — Радник та Тимчасовий повірений у справах в Представництві Австрії при НАТО (2004—2008); Посланник, керівник відділу у Департаменті ОБСЄ та Ради Європи (2008—2013); Посланник, тимчасовий повірений у справах, Посольство Австрії у Берні (2013—2017); Посланник, заступник глави місії в Представництві Австрії в Женеві (2017—2020); Посол, голова австрійської делегації на Конференції ООН з роззброєння, президент Конференції ООН з роззброєння та голова австрійської делегації в Раді ООН з прав людини (2020—2021); Посланник, заступник начальника відділу, Департамент РФ, Східної Європи та Південного Кавказу, Східного партнерства, Туреччини та Центральної Азії, австрійський координатор Міжнародної кримської платформи (2021—2025);
З травня 2025 — Надзвичайний і Повноважний Посол Республіки Австрія в Україні.
30 травня 2025 року вручив копії вірчих грамот заступнику міністра закордонних справ України Олександру Міщенко.
13 червня 2025 року вручив вірчі грамоти Президенту України Володимиру Зеленському.